# Auguste Scheurer-Kestner
Pour les articles homonymes, voir Scheurer.
Auguste Scheurer-Kestner, né le 11 février 1833 à Mulhouse (Haut-Rhin) et mort le 19 septembre 1899 à Bagnères-de-Luchon (Haute-Garonne) est un chimiste, industriel et homme politique français. Il s'engage dans la défense de l'innocence du capitaine Dreyfus, comme lui natif de Mulhouse.

## Biographie
Auguste Scheurer naît dans une famille protestante. Il devient directeur de la première usine française uniquement consacrée à la chimie : « Thann et Mulhouse », située à Thann. Marié à Céline Kestner en 1856, il ajoute à son nom celui de son épouse.
Républicain, opposant à l'Empire de Napoléon III, il est élu député « protestataire » du Haut-Rhin, mais démissionne avec ses autres collègues le 1er mars 1871 pour contester l'annexion du département (qui exlut uniquement l'arrondissement de Belfort) à l'Allemagne. Le siège de député de l'« arrondissement subsistant du Haut-Rhin » est déterminé lors des élections complémentaires du 2 juillet 1871, et revient à Émile Keller, de la droite catholique.
Il est élu dans le département de la Seine le 2 juillet 1871 et devient sénateur inamovible le 15 septembre 1875. Vingt ans après, il est le dernier représentant de l'Alsace française au Parlement. En 1894, Scheurer-Kestner, premier vice-président du Sénat, est considéré comme une autorité morale en politique.
Ami très proche de Georges Clemenceau et de Léon Gambetta, il fournit à ce dernier une partie des fonds nécessaires à la publication de La République française, journal qu'il dirige de 1879 à 1884.
Son frère, Jules Scheurer, resté en Alsace allemande, est élu sénateur du Haut-Rhin de 1920 à 1927. Il est l’oncle par alliance de l'épouse de Jules Ferry.

## L'affaire Dreyfus

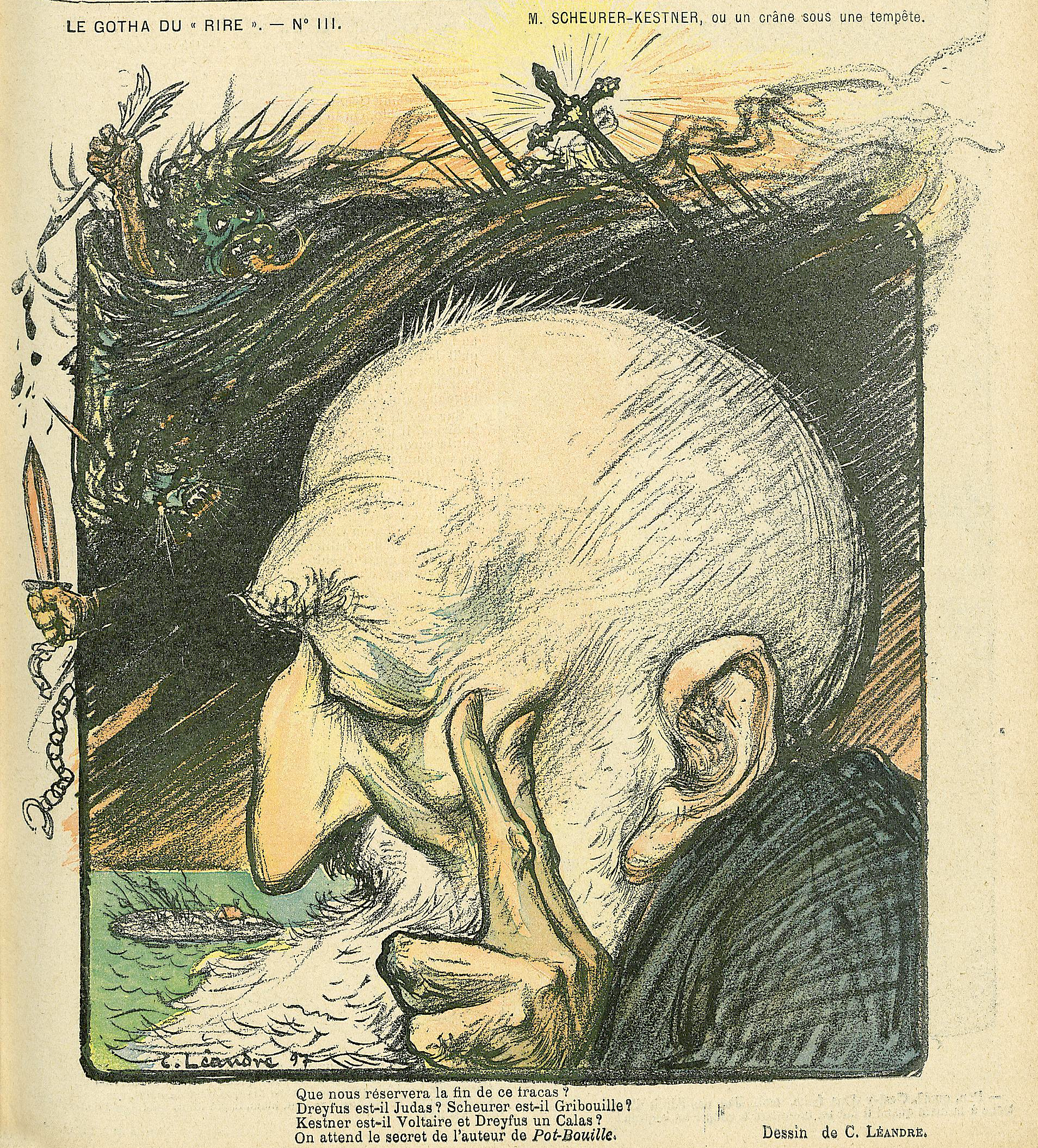
Scheurer-Kestner vu par le caricaturiste antidreyfusard Charles Léandre au tournant de l'affaire Dreyfus fin 1897.
Légende : M. Scheurer-Kestner ou un crâne sous une tempête.
Que nous réserve la fin de ce tracas ?
Dreyfus est-il Judas ? Scheurer est-il Gribouille ?
Kestner est-il Voltaire et Dreyfus un Calas ?
On attend le secret de l'auteur de Pot-Bouille.
Publié dans Le Rire, 18 décembre 1897.

Le 13 juillet 1897, Louis Leblois, l'avocat du lieutenant-colonel Picquart, l'informe en détail de l'affaire Dreyfus. Au départ, il pense Dreyfus coupable, mais il écrit dans son journal qu'il sent « quelque chose de vague et de douloureux ».
Après l'intervention de Bernard Lazare, qui tente de vaincre ses hésitations en 1897, cet homme « passionnément épris de justice » (Mathieu Dreyfus), qui se considérait comme le protecteur de tous les Alsaciens de France, a multiplié les entretiens pour tenter de se faire une opinion sûre.
Scheurer-Kestner se persuade de la culpabilité d’Esterhazy après les confidences de maître Louis Leblois, ami de Picquart, Alsacien aussi. Scheurer-Kestner communique confidentiellement ses certitudes au président de la République Félix Faure, au président du Conseil et rend une visite aussi vaine au général Billot, ministre de la Guerre. Prenant en main la cause de la révision, il contacte Joseph Reinach, entraîne Clemenceau et, le 14 novembre 1897, il publie dans Le Temps une lettre ouverte où il affirme l'innocence de Dreyfus.
Le 26 novembre 1897, par l'intermédiaire de son avocat Me Jullemier, Madame de Boulancy, cousine et ancienne maîtresse de Ferdinand Walsin Esterhazy, qui a décidé de se venger de son amant et débiteur, fait parvenir à Scheurer-Kestner les lettres de l'officier, dont la fameuse « lettre du uhlan ».
Scheurer-Kestner montre la lettre au général de Pellieux, commandant militaire de la Place de Paris, chargé de l'enquête administrative sur Esterhazy. Une perquisition chez Madame de Boulancy a lieu dès le 27 ; Le Figaro publie la lettre le 28, éclairant l'opinion sur les sentiments qu'Esterhazy porte à la France et à son armée.
En compagnie de maître Leblois, il expose l’affaire à Émile Zola, qui prend sa défense dans le Figaro quelques jours plus tard. Scheurer-Kestner n’a en effet reçu aucun appui de ses amis politiques. Le débat ayant été rendu public par Mathieu Dreyfus, il est violemment attaqué, traité d’« industriel allemand », de « boche », etc.
En décembre 1897, il interpelle le Sénat sur le refus de révision du procès, déclarant : « la vérité finit toujours par triompher ». Mais Scheurer-Kestner ne parvient pas à convaincre ses collègues du Sénat de mener avec lui le combat de la réhabilitation du capitaine : le 13 janvier 1898, il n'obtient que 80 voix sur 229 votants lorsqu'il se représente à la vice-présidence.
Il a incarné les espoirs dans la légalité et la justice du gouvernement de la République et a toujours recommandé la patience et la prudence, désapprouvant notamment le coup d'éclat d'Émile Zola (J'Accuse).
Rongé par un cancer de la gorge, il suit la révision du procès de sa chambre de malade. Il meurt le 19 septembre 1899 jour de la signature de la grâce de Dreyfus par Émile Loubet.

## Hommages à Scheurer-Kestner
On cite les derniers mots des condoléances adressées par Clemenceau à sa veuve « ...lui regardait la vie dans les yeux ».

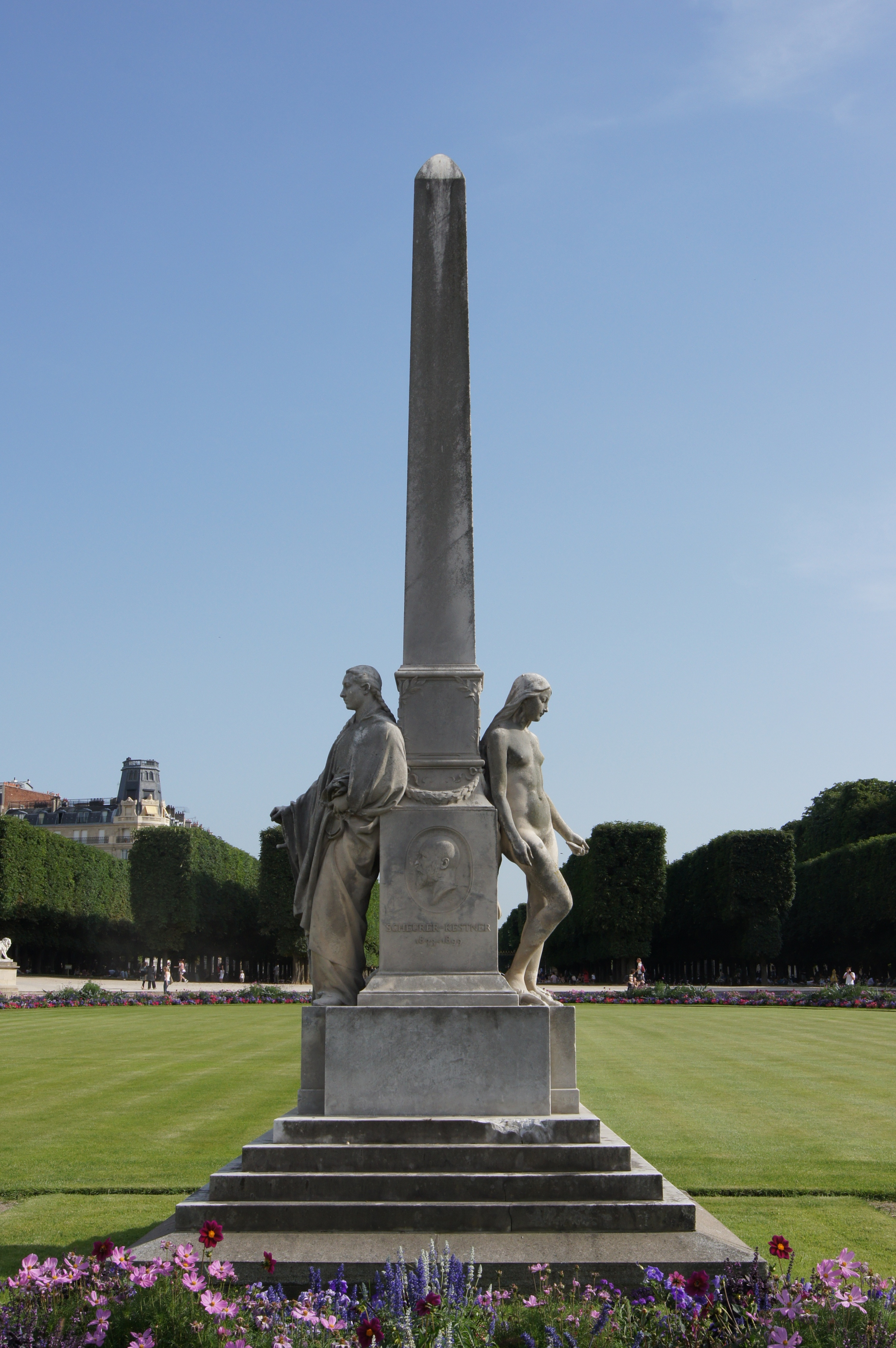
Monument à Auguste Scheurer-Kestner par Jules Dalou, jardin du Luxembourg, Paris.

Le 13 juillet 1906 est célébré un hommage au Sénat, et le 11 février 1908 le Sénat inaugure un monument posthume de Jules Dalou à la mémoire de Scheurer-Kestner dans le jardin du Luxembourg voisin.
Son nom a été donné au lycée d'enseignement général et technologique de Thann et à des rues à Thann, Mulhouse, sa ville natale, Belfort, Saint-Étienne, Colmar, Asnières-sur-Seine, Caudebec-lès-Elbeuf, Denain, Poitiers et Tours, Suresnes et à Rennes.

## Postérité
La correspondance d'Auguste Scheurer-Kestner est conservée aux Archives nationales sous la cote 276AP.